# Baldomer Gili i Roig
Baldomer Gili i Roig   (Lleida, 1873 - Barcelona, 31 de desembre de 1926) fou un destacat pintor i dibuixant català. Destacà com a gran paisatgista. Va ser diverses vegades president de la secció de pintura del Reial Cercle Artístic de Barcelona.
Si bé la pintura de figura és la temàtica que més singularitza l'obra de Baldomer Gili Roig dins el panorama artístic català a començaments de segle xx, el conreu del paisatge és, per altra banda, el gènere on aplica amb major decisió algunes de les petites llibertats tècniques que el distancien, moderadament, del tradicionalisme més acadèmic, i el tema que, sobretot en els darrers anys de la seva vida, anirà consolidant-se i prenen protagonisme a la pintura costumista.
Alguns autors consideren l'exposició que l'any 1918 fa a la Sala Parés de Barcelona com el punt d'inflexió a partir del qual Gili Roig supera l'anomenat realisme impressionista d'etapes anteriors i s'endinsa en el seu darrer període creatiu, caracteritzat per una nova visió del paisatge, on es fa evident la recuperació i l'aplicació d'un llenguatge pictòric diferent. Així, malgrat partir d'un nivell de detall i domini de la tècnica similars al de pintures anteriors, les obres produïdes a partir d'aquest moment esdevenen un testimoni prou indicatiu dels significatius canvis operats en el pintor a les acaballes de la seva trajectòria vital i artística, fruit d'una major maduresa formal i tècnica.

## Biografia

### Formació
Baldomer Gili Roig neix a Lleida el 19 d'octubre de 1873, fill de Dolors Roig Bergós i del mestre i editor Joan Gili Montblanch.
L'any 1882 es trasllada a Irun amb la seva família. En aquesta població inicia les seves primeres classes de dibuix i pintura amb José Salis, conegut per les seves marines del Cantàbric, i amb els amics dels seu pare Antonio Aramburu i Luís Bertodano.
L'any 1888 la família Gili Roig torna a Catalunya i s'instal·la a Barcelona. A la ciutat Comtal continuarà els seus estudis a l'Escola de la Llotja amb el mestre valencià Lluís Franco, que li aportaria una certa lluminositat pròpia dels sorollistes.
Dos anys més tard, el 1890, Gili Roig decideix anar-se'n a Madrid. Allí es matricularà a la Escuela Especial de Pintura, Escultura y Grabado, i assistirà a les classes d'Alejo Vera, deixeble de l'historicista Federico Madrazo i autor d'una de les obres més admirades pel pintor lleidatà: El entierro de San Lorenzo.
L'any 1897, amb vint-i-quatre anys, marxa a Múnic per estudiar amb Paul Hüeker a l'Acadèmia Oficial de Belles Arts. La Guerra d'Independència cubana i la crisi del 1898, però, l'obliguen a tornar a Barcelona abans de temps.
El març de 1899 —en una vinculació que a partir d'aquest moments es perllongarà al llarg de tota la seva vida— Gili Roig exposa per primera vegada a la Sala Parés del carrer Petritxol de Barcelona, una mostra que ja denota l'eclecticisme que caracteritzarà la seva producció artística posterior.
L'any següent, el 1900, mostra la seva obra per primer cop a Lleida, concretament als magatzems de la Casa López. Aquesta exposició li proporcionarà, gràcies a l'ajut de Jaume Morera, una pensió de la Diputació de Lleida per tres anys amb la qual finançarà la seva estada a Itàlia.
La ciutat escollida serà Roma, en una elecció que marcarà profundament el caràcter artístic de Baldomer Gili Roig. Roma en lloc de París, en aquells moments la capital de la modernitat als inicis del segle xx. La raó es troba en el fet que la inspiració estètica de Gili Roig no rau en la bohèmia marginal, sinó que beu del realisme quotidià i de l'historicisme, elements més propis de l'entorn romà que no pas del parisenc.
A Itàlia s'instal·la a Frascati, petita població a la vora de Roma, primer en un convent de caputxins i, posteriorment, a la vil·la Strolhfern. Allí és on realitza Sol d'hivern (1900) la primera obra que presenta a la Diputació com a demostració dels fruits donats per la beca. Posteriorment, altres obres realitzades en aquesta època les presentaria al Saló Nacional de París l'any 1903. Connectat amb els ambients artístics de Roma, en aquesta època juga amb un simbolisme que anirà sorgint esporàdicament en la seva obra, i que l'acosta més a l'Art Nouveau que ens aquells moments ocupa Europa.
L'any 1901 participa en l'Exposició Nacional de Belles Arts de Madrid, en què obté la Tercera Medalla amb l'obra Rincón de jardín.
El 15 de maig de 1903 la Diputació de Lleida li concedeix una pròrroga d'un any a la seva pensió d'estada a Itàlia. La joventut i la relativa independència que li atorgava aquest ajut econòmic varen permetre a Gili Roig conèixer no només les ciutats més importants d'Itàlia (Venècia, Florència, Pisa, Nàpols, Pompeia, Gènova o Torí) sinó també viatjar per França i conèixer París, Marsella, Lió i Baiona. Aquest mateix any participa en l'Exposició Internacional d'Atenes, en què obté la segona Medalla amb l'obra Paisaje crepuscular.
L'any 1904 guanya el Primer Premi en el Concurs de Plafons Decoratius Joan Llusà Puig de Barcelona amb l'esbós de l'obra Abisme. Comença a pintar el quadre a Roma però l'acaba a la Ciutat Comtal l'any següent, el 1905, per presentar-lo a la Exposición Concurso Llusà al Cercle Artístic el mes de gener d'aquell mateix any.

### Vida a Barcelona

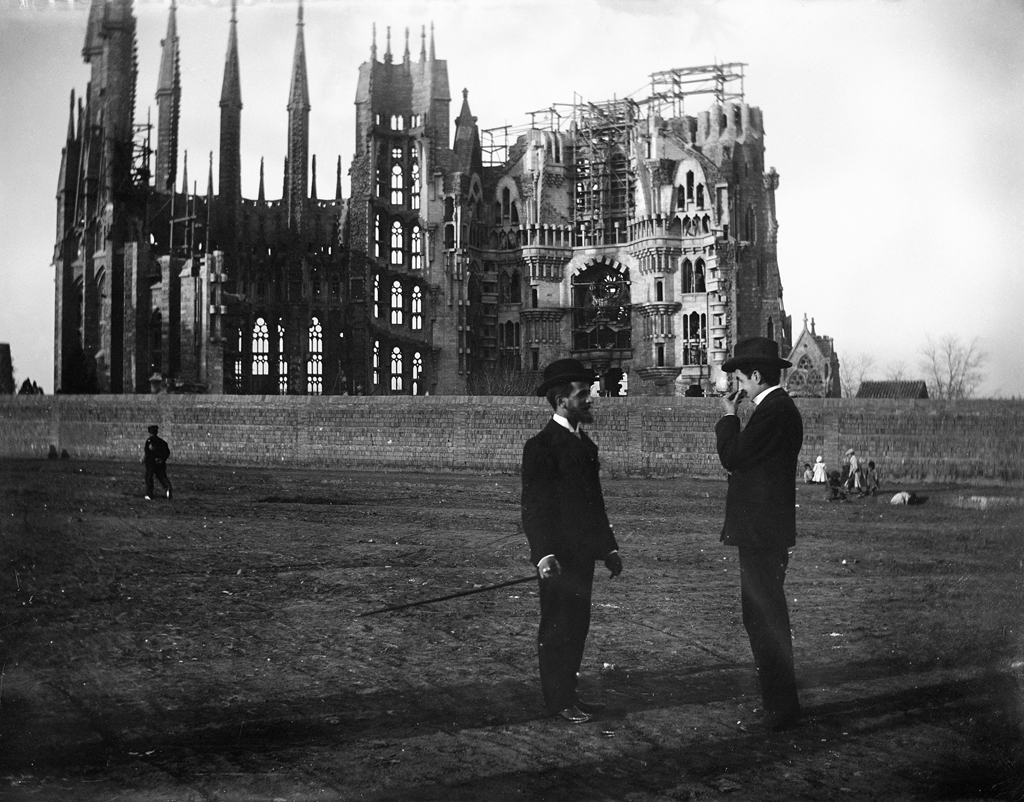
Baldomer Gili Roig La Sagrada Família, 1905 Còpia moderna del negatiu original de vidre, conservada al Museu d'Art Jaume Morera.

Després de la seva estada de quatre anys a Roma, Gili Roig s'instal·la definitivament a Barcelona, on enceta un nou període en la seva carrera artística com a dibuixant, cartellista i il·lustrador per a publicacions periòdiques com ara Pèl & Ploma, L'Esquella de la Torratxa, Blanco y Negro o El Mundo Ilustrado. Alguns dels dibuixos publicats en aquestes revistes estaven signats sota el pseudònim de L'Alegret.
A la capital catalana, durant l'any 1907, la seva obra Leda obté la tercera Medalla a l'Exposició Internacional d'Art. A banda, exposa a la Sala Parés una sèrie d'obres pintades a Roma i participa, també, en l'exposició Autoretratos de artistas españoles, al Palau de les Belles Arts, amb l'obra El espejo de mi estudio.
El 1908 torna a exposar a la Sala Parés, on coincideix amb la primera i polèmica exposició de les gitanes d'Isidre Nonell, i participa en sengles Exposicions Nacionals a Madrid i Saragossa. A la capital de l'Estat obté la segona Medalla per l'obra Soberbia, i a la ciutat aragonesa la tercera per Paisaje de los Pirineos.
En altres àmbits, la seva trajectòria inclou també importants dots com a dramaturg i com a fotògraf:
Pel que fa al primer, el 26 de juny de 1909 s'estrenava al Teatre Apol·lo (Barcelona) l'obra La Canción de la Ninfa, escrita sota el pseudònim Emilio Roig, amb música de Pere E. de Ferran. En aquest àmbit va escriure, també, nou obres de teatre musical inèdites (conjuntament amb l'escriptor Luís González López Cando).
En relació al segon, des de l'any 1900 Gili Roig apareix sempre acompanyat d'una càmera que l'ajuda a copsar el punt de vista que simultàniament plasmava a les teles. Molts dibuixos i pintures estan basats en fotografies que l'autor feia servir a mode d'"apunt fotogràfic". Fruit d'aquest treball, el seu arxiu documental conté més d'un miler de plaques fotogràfiques de vidre, amb imatges de tots els indrets i de moltes d'aquelles persones que passaren per la seva vida, i que els descendents del pintor donaren al Museu d'Art Jaume Morera de Lleida l'any 2009.
El 1910 obté una Medalla commemorativa a l'Exposició Espanyola a Mèxic.
L'any 1911 participa en l'Exposició Internacional de Barcelona, en què obté la segona Medalla amb l'obra Vida. Aquest mateix any, a conseqüència de la prematura mort d'Isidre Nonell, Gili Roig assumeix la presidència de la secció de pintura del Reial Cercle Artístic de Barcelona.
L'any 1912 participa en l'Exposició Nacional de Pintura, Escultura i Arquitectura de Madrid amb sis obres: Vida, La Ricitos, El hogar del pescador, Cabeza de estudio, Fuenterrabía i Seis notas de color.

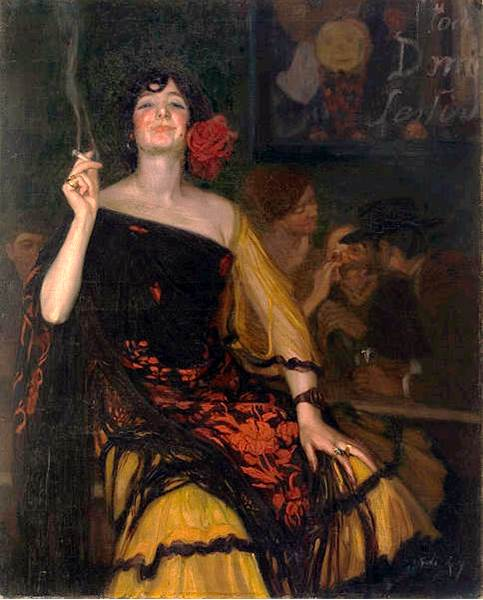
La Ricitos (1912)

Pel que fa a la vinculació amb Lleida, aquell mateix 1912 forma part de l'organització de l'Exposició d'Artistes Lleidatans que es va celebrar al Saló de Plens de la Paeria durant les Festes de Maig d'aquesta població, contribuint a la mostra amb 13 pintures. Igualment, i en agraïment al suport que sempre va rebre del pintor Jaume Morera, participa activament en la creació del futur Museu d'Art de Lleida que, posteriorment, passaria a anomenar-se Museu d'Art Jaume Morera.
El 1914 Gili Roig forma part de la nòmina d'artistes espanyols inclosos en l'exposició col·lectiva que es va dur a terme a la Brighton Public Art Gallery (Anglaterra).
L'any 1915, amb motiu de la mort de Xavier Gosé, Gili Roig es trasllada al seu domicili de París per recuperar una important col·lecció de dibuixos de l'artista lleidatà. Amb ells durà a terme una exposició antològica dedicada a la figura de Gosé i, més tard, els integrarà al fons del Museu d'Art Jaume Morera.
Aquell mateix any participa en l'Exposició Nacional de Belles Arts de Madrid, en què obté una Medalla per l'obra Castiza, i, el 21 d'octubre de 1915, es casa amb Dolors Moros Almela, amb qui tindrà quatre fills (Joaquim (1916-1984), Maria dels Dolors (1918-2003), Consol (1922-2000) i la petita Núria).
El 1916 obté la Primera Medalla a l'Exposició Universal de Panamà amb l'obra El hogar del pescador. És aquest l'any en què els seus amics li ofereixen un banquet d'honor al Restaurant Royal de Barcelona per celebrar la seva exposició al Reial Cercle Artístic. A l'homenatge hi assiteixen, entre d'altres, Rusiñol, Urgell, Masriera, Casas, Nogués i Rosich, i comptà amb les adhesions d'Anglada Camarasa, Romero de Torres, Joaquim Mir i Jaume Morera.
L'any 1917 es trasllada temporalment a Lleida per participar en l'elaboració i muntatge del discurs expositiu de la primera seu del Museu d'Art Jaume Morera de Lleida, ubicat a l'antic Mercat de Sant Lluís.
Aquest mateix any funda la seva Escola de Dibuix i Pintura, al passatge de la Mercè, número 3, de Barcelona.
El 1918 realitza una nova exposició individual a la Sala Parés de Barcelona i, l'any 1920, participa amb l'obra La Ricitos a l'Exposició Espanyola de París.
El 1921 obté la Medalla d'Or al concurs de paisatges catalans del Reial Cercle Artístic de Barcelona amb l'obra Feudalismo, i dur a terme una exposició individual al Salón Costa de Buenos Aires (Argentina), en un avançament del que esdevindrà la seva imminent estada per terres sud-americanes.

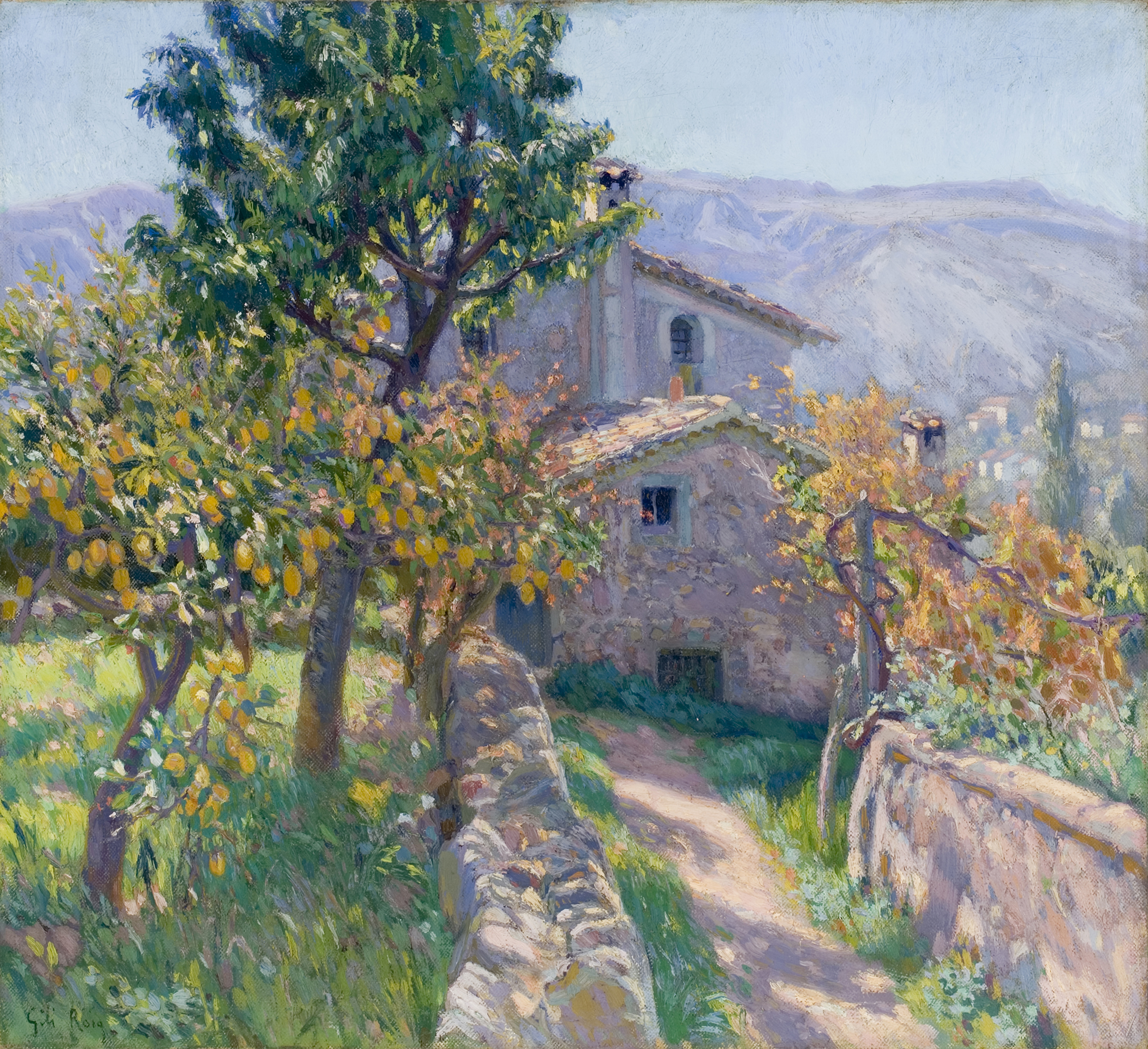
Ermita de muntanya (c. 1926), conservada al Museu d'Art Jaume Morera

L'any 1922 exposa a la Sala Parés de Barcelona; participa en la mostra Tetoonstelling van Katalanische Kunst a Maatschappij (Holanda) i, posteriorment, a l'Exposició de Belles Arts de Sevilla.
El 1924 torna a exposar a la Sala Parés. És el mateix any en què exposa al Museo Nacional de Arte Moderno de Madrid i participa en l'Exposició Nacional de Belles Arts de la capital espanyola amb l'obra Pueblo de Montaña.
El 4 de juliol de 1925, després de dur a terme una altra exposició individual a la Sala Parés de Barcelona, Gili Roig marxa cap a l'Argentina. En aquell país, el 10 d'agost, presenta la seva obra al Saló Witcomb de Buenos Aires. Després exposa a Rosario, Mendoza i Santa Fe i, el mes de novembre, viatja a l'Uruguai per exposar a la Sala Miretti, Castelli i Mazzuchelli de Montevideo. L'estada a l'Amèrica del Sud es perllonga fins al 2 de desembre de 1925, moment en què retorna a Barcelona.
El 9 de febrer de 1926, amb motiu de l'èxit de la gira americana de Gili Roig, el Cercle Artístic de Barcelona li dedica un dinar homenatge. Aquell mateix any, concretament el 31 de desembre de 1926, Gili Roig mor a Barcelona a l'edat de 53 anys a conseqüència d'una pneumònia.

## Exposicions i reconeixements pòstums
Un dies després de la seva mort, entre el 22 de gener i el 4 de febrer de 1927, la Sala Parés de Barcelona li dedicà una exposició pòstuma. Posteriorment, entre el 5 i el 20 de juny, Gili i Roig fou el protagonista d'una exposició al Museu d'Art Jaume Morera, que esdevingué un homenatge al pintor: la mostra va incloure un retrat de l'artista fet per Miquel Fontanals, llavors president de l'Ateneu Lleidatà i director del Museu, i des de la ciutat s'expressà la voluntat d'instal·lar una làpida a la Casa Maranyosa en honor del pintor i als seus esforços per fer que el Museu fos una realitat. L'homenatge no s'aturà aquí, sinó que la vídua feu donació de La Ricitos i de la seva última pintura, un paisatge basc que restà inacabat. Per la seva part, l'Ateneu inicià una subscripció popular per tal d'adquirir i donar al Museu les Notes de color (MAMLL 0202).
Un cop finalitzada aquesta exposició, el patronat del Museu va decidir crear una sala monogràfica de l'obra de Gili i Roig, acordant amb la vídua del pintor l'adquisició d'algunes de les peces que foren exposades al juny, per les quals s'acordà un import de compra de 10.000 pessetes a pagar en cinc anys un cop s'haguessin liquidat altres pagaments que en aquell moment s'estaven realitzant, com el de l'adquisició d'obra de Xavier Gosé.

## Obres destacades

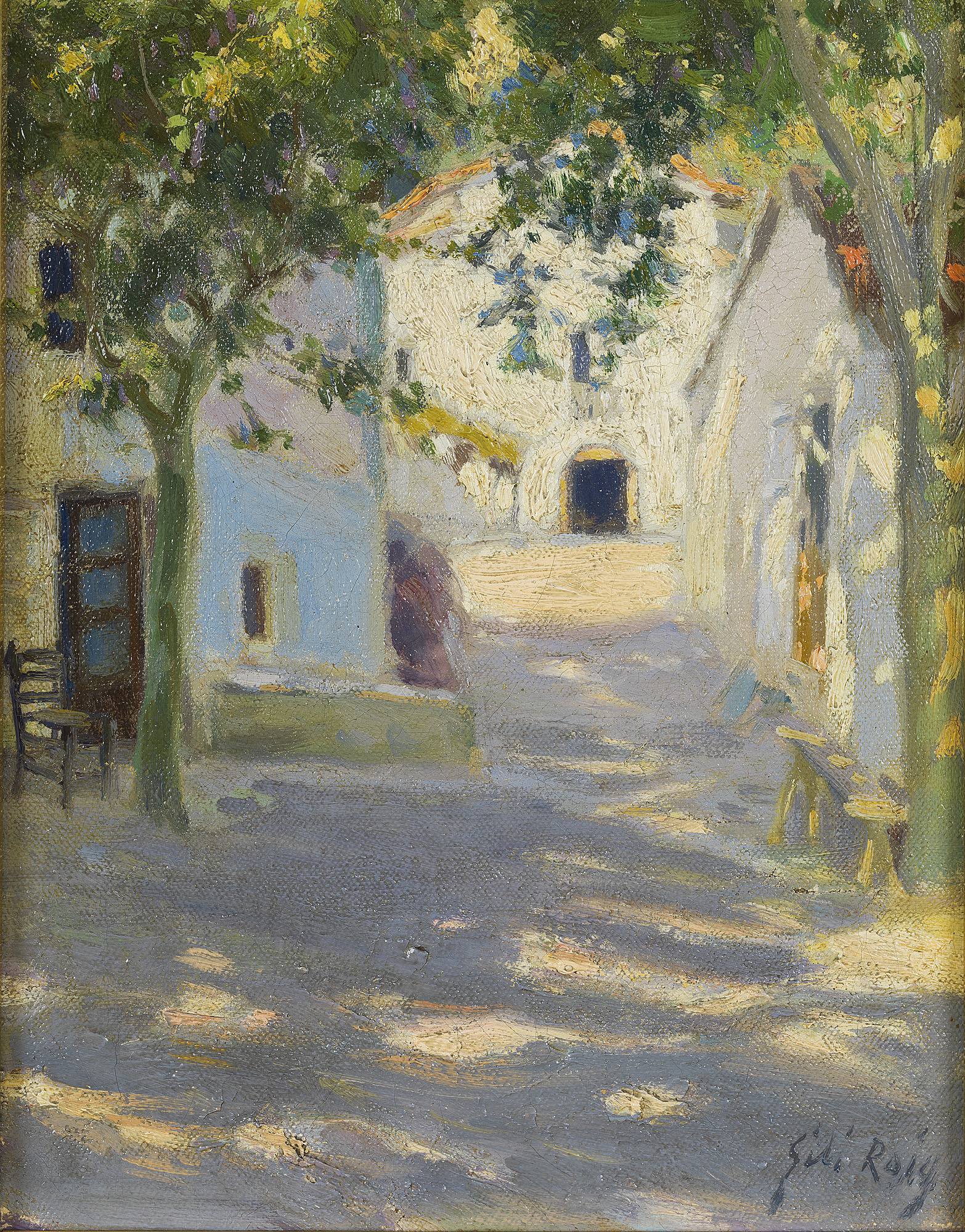
Baldomer Gili i Roig, Carrer al sol. c. 1900. Fundació Rafael Masó

- Abisme (1905)
- La Ricitos (1912)
- Baldomer Gili i Roig, Carrer al sol. c. 1900. Fundació Rafael MasóErmita de muntanya (c. 1926)

## Exposicions destacades
Selecció de les exposicions destacades:
- 1899: Sala Parés, Barcelona
- 1903: Sala Parés, Barcelona
- 1908: Sala Parés, Barcelona
- 1922: Faianç Català, Barcelona
- 1912: Exposició d'Artistes Lleidatans, la Paeria, Lleida
- 1916: Saló Roig, Reial Cercle Artístic, Barcelona
- 1918: Sala Parés, Barcelona
- 1924: Sala Parés, Barcelona
- 1926: Sala Parés, Barcelona
- ~1926: Museu d'Art Modern, Madrid
- 1927: Sala Parés, Barcelona
- 1927: Museu Morera, Lleida
- 2008: Baldomer Gili i Roig (1873-1926). L'objectiu del pinzell, Museu Morera, Lleida
- 2009: Baldomer Gili i Roig, Ajuntament de Vinaixa[8]
- 2012: Abisme, al Museu Morera, Lleida.[9]
- 2013: Gili Roig i la Fotografia al Museu Morera, Lleida: Exposició per conèixer totes les cares de la seva producció fotogràfica a partir d'una selecció representativa de les seves millors instantànies, que provenen de les donacions de les famílies Gili Vidal i Giró Gili al Museu, les quals inclouen no només uns fons de més de 1.200 plaques de vidre preses per l'artista (Llegat Dolors Moros) sinó també nombrosa documentació personal, diverses pintures i cartells.[10]

## Premis rebuts
- Pensionat de pintura per la Diputació de Lleida (1900)
- Medalla de plata a l'exposició d'Atenes (1903)
- Primer premi al concurs de plafons decoratius de Joan Llusà Puig (1905, amb l'obra Abisme,[11]
- Medalla d'or a l'exposició d'Osca (1906)
- Segona medalla de l'Exposició Nacional d'Art de Madrid (1908)
- Segona medalla a l'Exposició Internacional de Barcelona (1911)
- Primera medalla a l'exposició universal de Panamà
- Medalla d'or al concurs de paisatgistes catalans del Reial Cercle Artístic de Barcelona (1921)